# Папильотка
Папильо́тка (фр. papillote) — небольшой жгут ткани или бумаги, на который до изобретения бигуди накручивали прядь волос для их завивки. Папильотки использовали как женщины, так и мужчины.
В настоящее время папильотки так же продаются в зоомагазинах (вместе с резинками для их крепления) и используются для разглаживания и защиты шерсти некоторых длинношёрстых пород домашних животных — морских свинок, собак (йоркширских терьеров, померанских шпицев, мальтийских болонок и др.) и пр.